# Триалюминийниобий
Триалюминийниобий — бинарное неорганическое соединение
ниобия и алюминия
с формулой NbAl3,
светло-серые кристаллы,
не растворяется в воде.

## Получение
- Сплавление стехиометрических количеств чистых веществ[3][4]:

{\displaystyle {\mathsf {Nb+3Al\ {\xrightarrow {950^{o}C}}\ NbAl_{3}}}}

## Физические свойства
Триалюминийниобий образует светло-серые кристаллы
тетрагональной сингонии,
пространственная группа I 4/mmm,
параметры ячейки a = 0,5421 нм, c = 0,8567 нм, Z = 4,
структура типа триалюминийтитан Al3Ti.
Ранее сообщалось о параметрах ячейки как
тетрагональная сингония,
пространственная группа I 4/mmm,
параметры ячейки a = 0,3841 нм, c = 0,8609 нм, Z = 2.
Не растворяется в воде и органических растворителях.
Соединение конгруэнтно плавиться при температуре 1605°С.

## Химические свойства
- Окисляется при нагревании на воздухе[6]:

{\displaystyle {\mathsf {8NbAl_{3}+15O_{2}\ {\xrightarrow {T}}\ 4Nb_{2}Al+10Al_{2}O_{3}}}}